# Кошкош Іван Аркадійович
Іван Аркадійович Кошкош (нар. 8 квітня 2001, Маріуполь, Донецька область, Україна) — український футболіст, опорний півзахисник «Маріуполя».

## Життєпис
Вихованець маріупольської школи «Азовсталь», у футболці якої виступав в юнацьких турнірах Донецької області. З 2014 по 2018 рік виступав у ДЮФЛУ за КЗ КДЮСШ «Олімпію-Азовсталь» (Маріуполь).
Напередодні старту сезону 2018/19 років підписав контракт з «Маріуполем». У своєму дебютному сезоні в складі «приазовців» грав за юнацьку (U-19) команду клубу, але встиг дебютувати й у молодіжній команді «Маріуполя». Напередодні старту сезону 2020/21 років переведений до молодіжної команди. За першу ж команду клубу дебютував 10 квітня 2021 року в програному (0:3) домашньому поєдинку 21-го туру Прем'єр-ліги України проти донецького «Шахтаря». Іван вийшов на поле в стартовому складі, а на 75-ій хвилині його замінив Ігор Тищенко.